# 侯晓远
侯晓远（1959年12月—），中国山东人。复旦大学教授，主要研究方向为半导体表面、界面物理实验研究。中华人民共和国教育部第三批“长江学者”特聘教授，任中国物理学会常务理事、中国物理学会表面物理专业委员会主任，担任多个学报编委，获得求是科技基金会 “杰出青年学者奖”等多项奖项，取得多项发明专利，发表论文60余篇。

## 生平
1982年3 月获得复旦大学物理系学士学位，1987年3月复旦大学物理系研究生毕业，同年获理学博士。毕业后留校任教至今；
1988年、1993年曾两次赴德国杜依斯堡大学固体物理实验室进行合作研究。 1993年升为教授、博士生导师；
1991年在复旦大学应用表面物理国家重点实验室工作，1998年-2005年任主任。